# Росоловський Олександр Сергійович
Олекса́ндр Сергі́йович Росоло́вський — солдат Збройних сил України.
У мирний час проживає в Калуському районі. Під час бойових дій на сході України зазнав поранення.
Станом на березень 2018 року — водій частини пожежно-рятувальної служби № 6 в Калуші.

## Нагороди
За особисту мужність, сумлінне та бездоганне служіння Українському народові, зразкове виконання військового обов'язку відзначений — нагороджений
- орденом «За мужність» III ступеня (3.11.2015).